# Llista d'asteroides/206201-206300
| Nom      | Designació provisional | Data de descobriment   | Lloc de descobriment | Descobridor/s  |
| -------- | ---------------------- | ---------------------- | -------------------- | -------------- |
| 206201 - | 2002 UN25              | 30 d'octubre de 2002   | Haleakala            | NEAT           |
| 206202 - | 2002 UU34              | 31 d'octubre de 2002   | Anderson Mesa        | LONEOS         |
| 206203 - | 2002 UR36              | 31 d'octubre de 2002   | Anderson Mesa        | LONEOS         |
| 206204 - | 2002 UN37              | 31 d'octubre de 2002   | Palomar              | NEAT           |
| 206205 - | 2002 UF40              | 31 d'octubre de 2002   | Socorro              | LINEAR         |
| 206206 - | 2002 US40              | 31 d'octubre de 2002   | Socorro              | LINEAR         |
| 206207 - | 2002 UY72              | 20 d'octubre de 2002   | Palomar              | NEAT           |
| 206208 - | 2002 UV75              | 31 d'octubre de 2002   | Palomar              | NEAT           |
| 206209 - | 2002 VW9               | 1 de novembre de 2002  | Palomar              | NEAT           |
| 206210 - | 2002 VX15              | 5 de novembre de 2002  | Socorro              | LINEAR         |
| 206211 - | 2002 VG27              | 5 de novembre de 2002  | Socorro              | LINEAR         |
| 206212 - | 2002 VS34              | 5 de novembre de 2002  | Socorro              | LINEAR         |
| 206213 - | 2002 VX34              | 5 de novembre de 2002  | Socorro              | LINEAR         |
| 206214 - | 2002 VN38              | 5 de novembre de 2002  | Socorro              | LINEAR         |
| 206215 - | 2002 VB39              | 5 de novembre de 2002  | Socorro              | LINEAR         |
| 206216 - | 2002 VD40              | 8 de novembre de 2002  | Kingsnake            | J. V. McClusky |
| 206217 - | 2002 VD42              | 5 de novembre de 2002  | Palomar              | NEAT           |
| 206218 - | 2002 VF44              | 4 de novembre de 2002  | Haleakala            | NEAT           |
| 206219 - | 2002 VD51              | 6 de novembre de 2002  | Anderson Mesa        | LONEOS         |
| 206220 - | 2002 VS56              | 6 de novembre de 2002  | Kitt Peak            | Spacewatch     |
| 206221 - | 2002 VH62              | 5 de novembre de 2002  | Socorro              | LINEAR         |
| 206222 - | 2002 VF66              | 7 de novembre de 2002  | Socorro              | LINEAR         |
| 206223 - | 2002 VX71              | 7 de novembre de 2002  | Socorro              | LINEAR         |
| 206224 - | 2002 VP74              | 7 de novembre de 2002  | Socorro              | LINEAR         |
| 206225 - | 2002 VJ88              | 11 de novembre de 2002 | Socorro              | LINEAR         |
| 206226 - | 2002 VN99              | 13 de novembre de 2002 | Socorro              | LINEAR         |
| 206227 - | 2002 VY103             | 12 de novembre de 2002 | Socorro              | LINEAR         |
| 206228 - | 2002 VD108             | 12 de novembre de 2002 | Socorro              | LINEAR         |
| 206229 - | 2002 VP113             | 13 de novembre de 2002 | Palomar              | NEAT           |
| 206230 - | 2002 VP118             | 12 de novembre de 2002 | Anderson Mesa        | LONEOS         |
| 206231 - | 2002 VE120             | 12 de novembre de 2002 | Socorro              | LINEAR         |
| 206232 - | 2002 VC124             | 14 de novembre de 2002 | Socorro              | LINEAR         |
| 206233 - | 2002 VH125             | 13 de novembre de 2002 | Palomar              | NEAT           |
| 206234 - | 2002 WC4               | 24 de novembre de 2002 | Palomar              | NEAT           |
| 206235 - | 2002 WO5               | 23 de novembre de 2002 | Palomar              | NEAT           |
| 206236 - | 2002 WG9               | 24 de novembre de 2002 | Palomar              | NEAT           |
| 206237 - | 2002 WG15              | 28 de novembre de 2002 | Anderson Mesa        | LONEOS         |
| 206238 - | 2002 WM17              | 30 de novembre de 2002 | Socorro              | LINEAR         |
| 206239 - | 2002 WR19              | 25 de novembre de 2002 | Palomar              | S. F. Hönig    |
| 206240 - | 2002 WC27              | 16 de novembre de 2002 | Palomar              | NEAT           |
| 206241 - | 2002 WM28              | 24 de novembre de 2002 | Palomar              | NEAT           |
| 206242 - | 2002 XD1               | 1 de desembre de 2002  | Socorro              | LINEAR         |
| 206243 - | 2002 XO16              | 3 de desembre de 2002  | Palomar              | NEAT           |
| 206244 - | 2002 XL17              | 5 de desembre de 2002  | Socorro              | LINEAR         |
| 206245 - | 2002 XU17              | 5 de desembre de 2002  | Socorro              | LINEAR         |
| 206246 - | 2002 XV20              | 2 de desembre de 2002  | Socorro              | LINEAR         |
| 206247 - | 2002 XJ26              | 3 de desembre de 2002  | Palomar              | NEAT           |
| 206248 - | 2002 XU35              | 7 de desembre de 2002  | Desert Eagle         | W. K. Y. Yeung |
| 206249 - | 2002 XP42              | 7 de desembre de 2002  | Socorro              | LINEAR         |
| 206250 - | 2002 XS46              | 7 de desembre de 2002  | Socorro              | LINEAR         |
| 206251 - | 2002 XE47              | 8 de desembre de 2002  | Haleakala            | NEAT           |
| 206252 - | 2002 XM60              | 10 de desembre de 2002 | Socorro              | LINEAR         |
| 206253 - | 2002 XM63              | 11 de desembre de 2002 | Socorro              | LINEAR         |
| 206254 - | 2002 XD66              | 12 de desembre de 2002 | Socorro              | LINEAR         |
| 206255 - | 2002 XL68              | 12 de desembre de 2002 | Palomar              | NEAT           |
| 206256 - | 2002 XR73              | 11 de desembre de 2002 | Socorro              | LINEAR         |
| 206257 - | 2002 XW76              | 11 de desembre de 2002 | Socorro              | LINEAR         |
| 206258 - | 2002 XG77              | 11 de desembre de 2002 | Socorro              | LINEAR         |
| 206259 - | 2002 XN83              | 13 de desembre de 2002 | Socorro              | LINEAR         |
| 206260 - | 2002 XX83              | 13 de desembre de 2002 | Palomar              | NEAT           |
| 206261 - | 2002 XB90              | 14 de desembre de 2002 | Socorro              | LINEAR         |
| 206262 - | 2002 XA91              | 14 de desembre de 2002 | Kingsnake            | J. V. McClusky |
| 206263 - | 2002 XL102             | 5 de desembre de 2002  | Socorro              | LINEAR         |
| 206264 - | 2002 XQ113             | 7 de desembre de 2002  | Socorro              | LINEAR         |
| 206265 - | 2002 XP115             | 11 de desembre de 2002 | Socorro              | LINEAR         |
| 206266 - | 2002 YW6               | 28 de desembre de 2002 | Anderson Mesa        | LONEOS         |
| 206267 - | 2002 YB7               | 28 de desembre de 2002 | Anderson Mesa        | LONEOS         |
| 206268 - | 2002 YN7               | 31 de desembre de 2002 | Socorro              | LINEAR         |
| 206269 - | 2002 YE9               | 31 de desembre de 2002 | Socorro              | LINEAR         |
| 206270 - | 2002 YC10              | 31 de desembre de 2002 | Socorro              | LINEAR         |
| 206271 - | 2002 YP12              | 31 de desembre de 2002 | Socorro              | LINEAR         |
| 206272 - | 2002 YB22              | 31 de desembre de 2002 | Socorro              | LINEAR         |
| 206273 - | 2002 YF26              | 31 de desembre de 2002 | Socorro              | LINEAR         |
| 206274 - | 2002 YZ28              | 31 de desembre de 2002 | Socorro              | LINEAR         |
| 206275 - | 2002 YG33              | 30 de desembre de 2002 | Socorro              | LINEAR         |
| 206276 - | 2003 AH5               | 1 de gener de 2003     | Socorro              | LINEAR         |
| 206277 - | 2003 AM9               | 3 de gener de 2003     | Kitt Peak            | Spacewatch     |
| 206278 - | 2003 AT17              | 5 de gener de 2003     | Anderson Mesa        | LONEOS         |
| 206279 - | 2003 AA21              | 5 de gener de 2003     | Socorro              | LINEAR         |
| 206280 - | 2003 AR21              | 5 de gener de 2003     | Socorro              | LINEAR         |
| 206281 - | 2003 AH26              | 4 de gener de 2003     | Socorro              | LINEAR         |
| 206282 - | 2003 AL43              | 5 de gener de 2003     | Socorro              | LINEAR         |
| 206283 - | 2003 AV64              | 7 de gener de 2003     | Socorro              | LINEAR         |
| 206284 - | 2003 AL66              | 7 de gener de 2003     | Socorro              | LINEAR         |
| 206285 - | 2003 AT67              | 8 de gener de 2003     | Socorro              | LINEAR         |
| 206286 - | 2003 AY69              | 8 de gener de 2003     | Socorro              | LINEAR         |
| 206287 - | 2003 AG74              | 10 de gener de 2003    | Socorro              | LINEAR         |
| 206288 - | 2003 AG85              | 8 de gener de 2003     | Socorro              | LINEAR         |
| 206289 - | 2003 AT85              | 11 de gener de 2003    | Socorro              | LINEAR         |
| 206290 - | 2003 AL89              | 4 de gener de 2003     | Socorro              | LINEAR         |
| 206291 - | 2003 AM92              | 8 de gener de 2003     | Socorro              | LINEAR         |
| 206292 - | 2003 BR31              | 27 de gener de 2003    | Socorro              | LINEAR         |
| 206293 - | 2003 BH43              | 27 de gener de 2003    | Socorro              | LINEAR         |
| 206294 - | 2003 BH83              | 31 de gener de 2003    | Socorro              | LINEAR         |
| 206295 - | 2003 BQ86              | 26 de gener de 2003    | Anderson Mesa        | LONEOS         |
| 206296 - | 2003 CJ18              | 8 de febrer de 2003    | Socorro              | LINEAR         |
| 206297 - | 2003 DB3               | 22 de febrer de 2003   | Kitt Peak            | Spacewatch     |
| 206298 - | 2003 DO20              | 22 de febrer de 2003   | Palomar              | NEAT           |
| 206299 - | 2003 EJ32              | 7 de març de 2003      | Kitt Peak            | Spacewatch     |
| 206300 - | 2003 FX20              | 23 de març de 2003     | Kitt Peak            | Spacewatch     |